# Ricardo Clark
 Ricardo Clark  és un futbolista dels Estats Units. Va començar com a futbolista a l'AFC Lightning.